# Mróz

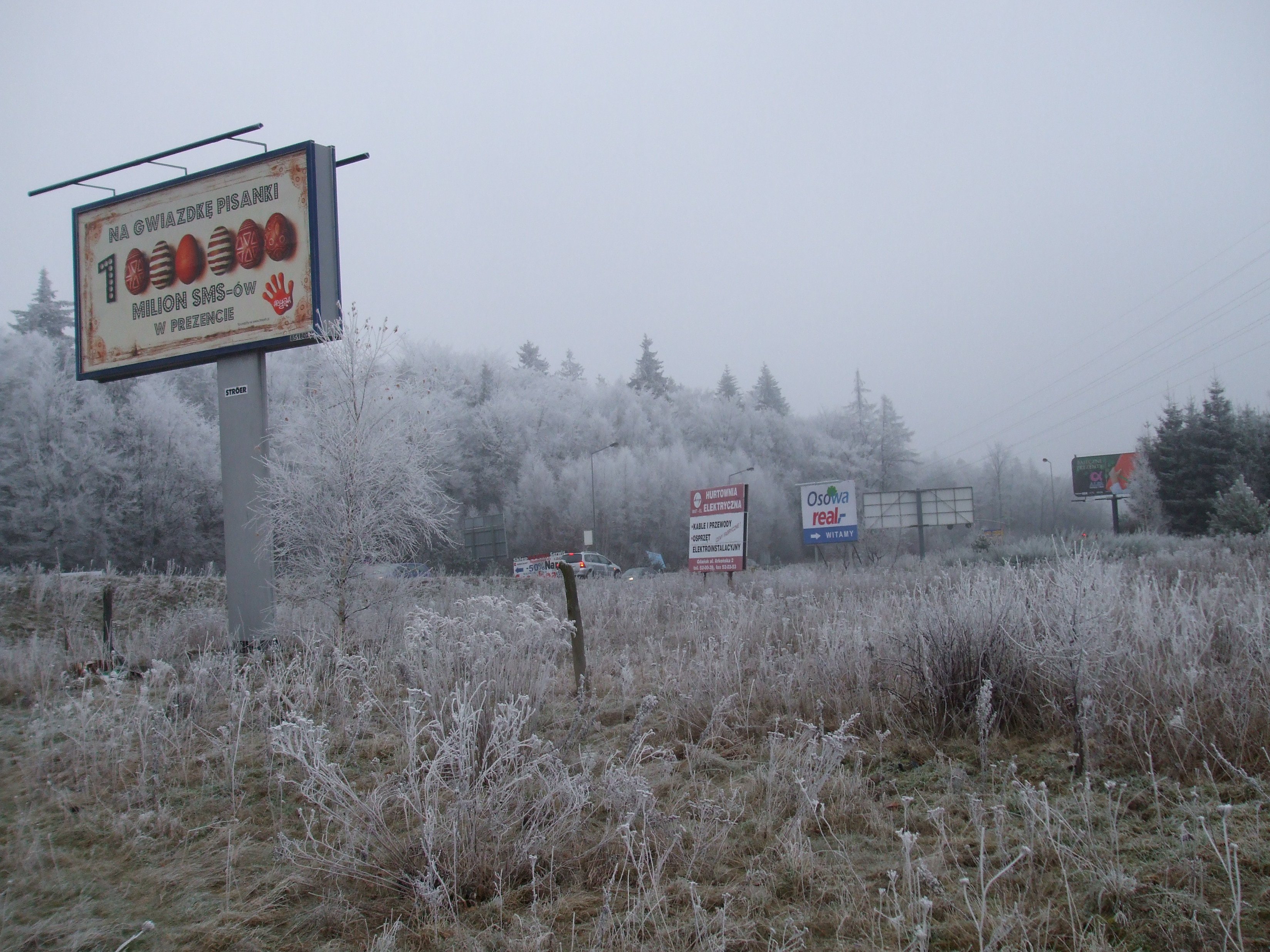
Mróz

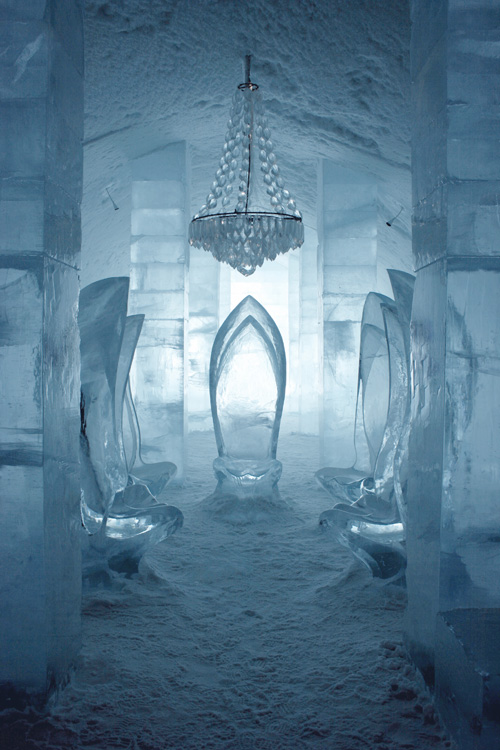
Hotel lodowy w Jukkasjärvi, Szwecja

Mróz – stan pogody, kiedy średnia dobowa temperatura powietrza na wysokości 2 metrów nad gruntem jest niższa od temperatury 0 °C.
Występuje kilka stopni nasilenia mrozu:
- lekki mróz: 0 do −3,5 °C (32 do 25,7°F)
- umiarkowany mróz: −3,6 do −6,5 °C (25,6 do 20,3°F)
- silny mróz: −6,6 do −11,5 °C (20,2 do 11,3°F)
- bardzo ostry mróz: poniżej −11,5 °C (11,3°F)

## Występowanie
Ujemne temperatury występują w większości stref klimatycznych. Liczba dni z mrozem oraz temperatura zależą w głównej mierze od szerokości geograficznej, ale też i od odległości od morza/oceanu i uwarunkowań krajobrazowych (góry, wyżyny). Obszary gdzie mróz występuje przez cały rok to prawie cała powierzchnia Antarktydy, znaczne obszary Arktyki i Grenlandii. Mrozy występują w klimacie umiarkowanym, w zależności od położenia geograficznego, liczba dni z mrozem waha się od 100 do 130 dni w klimacie umiarkowanym (kontynentalna odmiana) np. Syberia, północne obszary Kanady. 60-80 dni w klimacie umiarkowanym ciepłym (kontynentalna odmiana) jak np. Kazachstan. 20-40 dni w klimacie umiarkowanym ciepłym przejściowym np. w Polsce. 5-15 dni w klimacie umiarkowanym ciepłym morskim np. w Wielkiej Brytanii. Od 2 do 10 dni z mrozem notuje się klimacie podzwrotnikowym, śródziemnomorskim. Tutaj należy zwrócić uwagę na kontynentalizm, odległość od morza czy oceanu, a także na wysokość nad poziom morza. Np. w Madrycie notuje się średnia 3-9 dni z mrozem, podczas gdy w Rzymie leżącym na podobnej szerokości geograficznej, mrozów w zasadzie nie ma. W krajach takich jak Libia czy Maroko w ciągu dnia nie występują ujemne temperatury, wyjątek stanowią jedynie obszary wysokich gór jak Atlas, gdzie temperatura obniża się wraz ze wzrostem wysokości. W klimacie zwrotnikowym morskim, wilgotnym, mrozów i przymrozku nie ma w ogóle. Jest związane z wpływem mórz, prądów morskich (zwłaszcza ciepłych) oraz zachmurzenia, które uniemożliwia odprowadzanie ciepła do górnych warstw atmosfery, jak ma to miejsce w klimatach suchych. W strefie subtropikalnej mróz występuje jedynie na znacznych wysokościach, co jest związane z piętrowością klimatyczną, np. afrykańskie Kilimandżaro czy peruwiańskie Andy.